# Folda (Nordland)
Pour les articles homonymes, voir Folda (homonymie).
Le Folda (ou Folla) est un fjord dans le comté de Nordland, en Norvège. Le fjord est situé dans les municipalités de Bodø, Steigen et Sørfold. Le Folda se jette dans le Vestfjord à environ 40 kilomètres au nord-est de la ville de Bodø. Le fjord mesure environ 9 kilomètres de large à l’ouest où il rejoint le Vestfjorden entre les péninsules de Kjerringøy et de Leiranger.

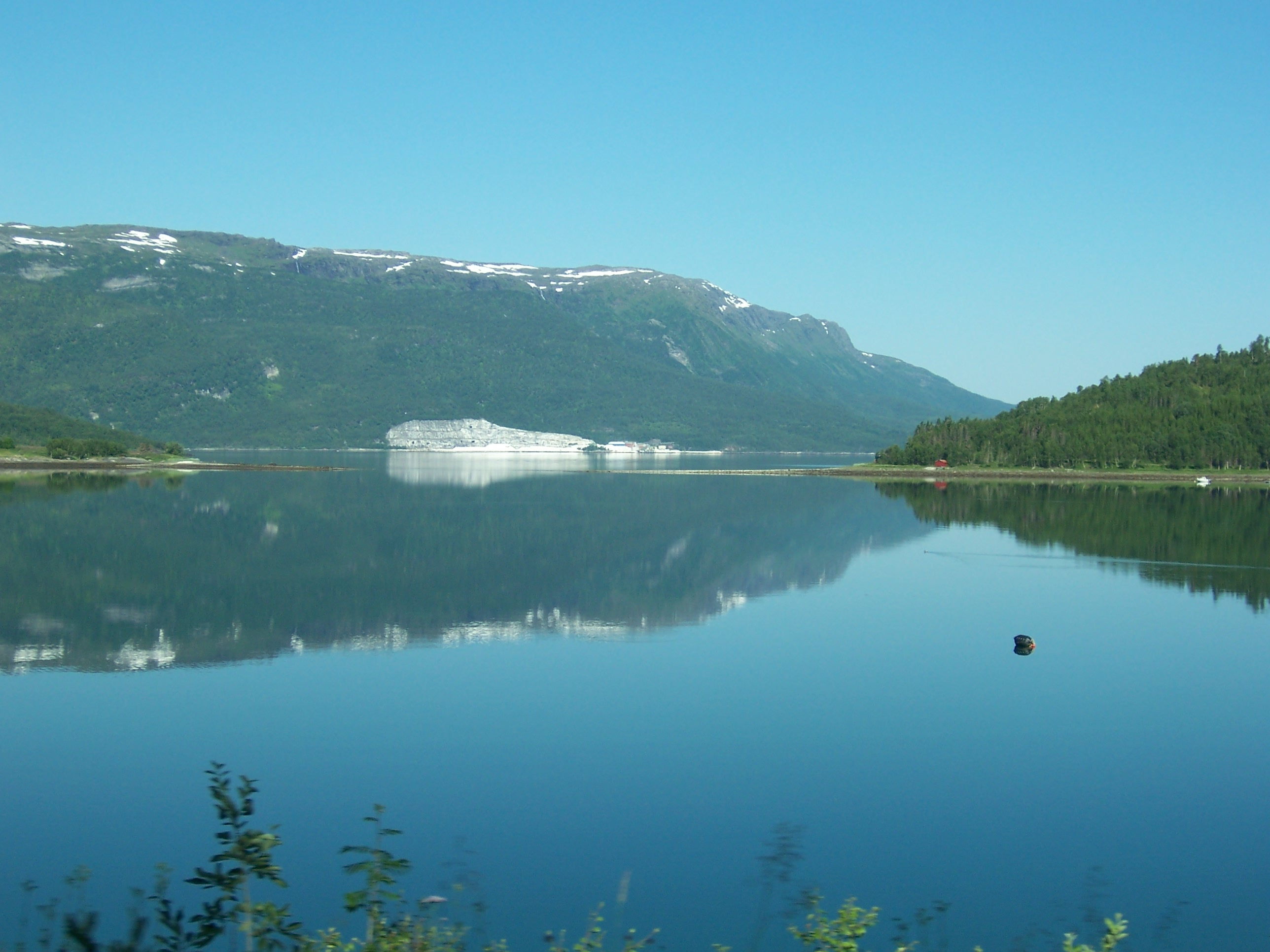
Branche du fjord de Sørfolda, municipalité de Sørfold

Le fjord Folda possède de nombreux bras qui se séparent du fjord principal. Il y a deux principales branches intérieures : la Nordfolda (dans la municipalité de Steigen) et la Sørfolda (dans les municipalités de Bodø et de Sørfold). Le fjord fait environ 60 kilomètres de long, y compris les bras du fjord qui se séparent du fjord principal.